# Danthonia rugoloana
Danthonia rugoloana är en gräsart som beskrevs av Sulekic. Danthonia rugoloana ingår i släktet knägrässläktet, och familjen gräs. Inga underarter finns listade i Catalogue of Life.